# Liste der Kulturdenkmäler in Eschhofen
Die folgende Liste enthält die in der Denkmaltopographie ausgewiesenen Kulturdenkmäler auf dem Gebiet des Ortsteils Eschhofen der  Stadt Limburg an der Lahn, Landkreis Limburg-Weilburg, Hessen.
Hinweis: Die Reihenfolge der Denkmäler in dieser Liste orientiert sich an der Anschrift, alternativ ist sie auch nach der Bezeichnung, der vom Landesamt für Denkmalpflege vergebenen Nummer oder der Bauzeit sortierbar.
Kulturdenkmäler werden fortlaufend im Denkmalverzeichnis des Landes Hessen durch das Landesamt für Denkmalpflege Hessen auf Basis des Hessischen Denkmalschutzgesetzes (HDSchG) geführt. Die Schutzwürdigkeit eines Kulturdenkmals hängt nicht von der Eintragung in das Denkmalverzeichnis des Landes Hessen oder der Veröffentlichung in der Denkmaltopographie ab.

| Bild                                        | Bezeichnung                                  | Lage | Beschreibung | Bauzeit                | Objekt-Nr. |
| ------------------------------------------- | -------------------------------------------- | --- | ------------ | ---------------------- | ---------- |
| Feldkreuz                                   | Feldkreuz                                    | Am Kreuz LageFlur: 41, Flurstück: 120 |              | 1825 bis 1875          | 52878 DDB  |
| Bildstock                                   | Bildstock                                    | Am Kreuz LageFlur: 41, Flurstück: 118 |              | 1855                   | 52877 DDB  |
| Großscheune einer Hofreite                  | Großscheune einer Hofreite                   | Bahnhofstraße 1, 1a LageFlur: 14, Flurstück: 41 |              | 1845 bis 1855          | 52874 DDB  |
| weitere Bilder                              | Bahnhof                                      | Bahnhofstraße 38 LageFlur: 46, Flurstück: 1/3 |              | 1896                   | 52875 DDB  |
| Diensthäuser                                | Diensthäuser                                 | Burgstraße 1, 2, 3 LageFlur: 18, Flurstück: 56, 58, 61 |              | 1795 bis 1805          | 52876 DDB  |
| Bild gesucht BW                             | Sachgesamtheit Eisenbahn, Lahntalbahn III    | Eisenbahn, Über der Bahn, Mühlener Straße 41, Höhl, Eisenbahn von Limburg, Clemensberg, Bahnhofsweg, Bahnhofstraße (L 3448), Bahnhofstraße 38 LageFlur: 20, 41, 43, 46, Flurstück: 220/13, 223/3, 7/1, 12, 4, 5, 6, 8, 9, 45, 46, 48, 65, 69, 1/2, 13, 1/3, 14, 1/4, 18, 2, 20 |              |                        | 953291 DDB |
| Kriegerdenkmal                              | Kriegerdenkmal                               | Friedhofstraße LageFlur: 42, Flurstück: 9/1 |              | 1871                   | 52879 DDB  |
| Bildstock                                   | Bildstock                                    | Hoheanwand LageFlur: 42, Flurstück: 104 |              | 1844                   | 52884 DDB  |
| Wegkreuz                                    | Wegkreuz                                     | Im Dorf (Ecke Mühlener Straße) LageFlur: 14, Flurstück: 76 |              |                        | 52886 DDB  |
| Bildstock                                   | Bildstock                                    | Langgasse 7 LageFlur: 18, Flurstück: 50 |              | 1695 bis 1705          | 52880 DDB  |
| weitere Bilder                              | Alte Rathausschule                           | Langgasse 7 LageFlur: 18, Flurstück: 50 |              | 1695 bis 1705          | 52881 DDB  |
| Hofreite                                    | Hofreite                                     | Langgasse 19 LageFlur: 18, Flurstück: 86/3 |              | 1675 bis 1725          | 52882 DDB  |
| Kleines Wohnhaus                            | Kleines Wohnhaus                             | Limburger Straße 41 LageFlur: 18, Flurstück: 48 |              | 1725 bis 1775          | 52883 DDB  |
| weitere Bilder                              | Katholische Pfarrkirche St. Antonius Eremita | Mainzer Straße 1, Limburger Straße LageFlur: 37, Flurstück: 2, 3 |              | 1888                   | 52885 DDB  |
| Bildstock                                   | Bildstock                                    | Mühlbachweg LageFlur: 44, Flurstück: 111 |              | 1829                   | 52888 DDB  |
| Sachgesamtheit Ehemalige Kalteyersche Mühle | Sachgesamtheit Ehemalige Kalteyersche Mühle  | Mühlener Straße 1, Mühlgraben, Mühlener Straße 1a, 1b, Mühlener Straße, Leisengärten, Betriebsgraben LageFlur: 14, 44, Flurstück: 27, 28, 29/1, 29/3, 29/4, 30, 31, 114, 163                                                                                                   |              | Ende 19. Jahrhundert   | 52889 DDB  |
| weitere Bilder                              | Katholische Kapelle St. Anna                 | Mühlener Straße 2 LageFlur: 44, Flurstück: 162 |              | 1866                   | 52890 DDB  |
| Holzkruzifix neben der St. Annakapelle      | Holzkruzifix neben der St. Annakapelle       | Mühlener Straße 2 LageFlur: 44, Flurstück: 162 |              |                        | 52887 DDB  |
| Bahnwärterhaus                              | Bahnwärterhaus                               | Mühlener Straße 41 LageFlur: 20, Flurstück: 7/1 |              | 1862                   | 52891 DDB  |
| Wohnhaus                                    | Wohnhaus                                     | Wiesenstraße 12 LageFlur: 18, Flurstück: 79/1 |              | Anfang 17. Jahrhundert | 52892 DDB  |